# Rey Aurelio
Rey Aurelio (Samartín en asturiano y oficialmente) es una parroquia del concejo asturiano de San Martín del Rey Aurelio, en el norte de España. Ocupa una extensión de 7,42 km² en los que alberga una población de 4774 habitantes (INE 2006) en 2564 viviendas. Limita al norte con la parroquia de Cocañín, al sur con Santa Bárbara, al este con Blimea y al oeste con San Andrés de Linares, todas ellas pertenecientes al mismo concejo. Su templo parroquial está dedicado a San Martín de Tours.